# Love Yourself
"Love Yourself" là một bài hát của nghệ sĩ thu âm người Canada Justin Bieber nằm trong album phòng thu thứ tư của anh, Purpose (2015). Nó được phát hành lần đầu tiên vào ngày 9 tháng 11 năm 2015 như là đĩa đơn quảng bá thứ hai trích từ album, trước khi được chọn làm đĩa đơn chính thức thứ ba cho Purpose vào ngày 7 tháng 12 năm 2015 bởi Def Jam Recordings. Bài hát được đồng viết lời bởi Bieber, Ed Sheeran với Benny Blanco, người cũng đồng thời chịu trách nhiệm sản xuất nó. Đây là một bản acoustic pop, folk và blue-eyed soul mang nội dung đề cập đến việc một chàng trai từ chối lời đề nghị quay lại đối với người bạn gái cũ vốn chỉ biết yêu bản thân, đã thu hút nhiều sự phỏng đoán từ giới truyền thông về việc có liên quan đến người bạn gái cũ của nam ca sĩ Selena Gomez. Được Sheeran sáng tác và dự định thu âm cho album phòng thu thứ ba của anh, ÷ (2017) nhưng đã không thành hiện thực, "Love Yourself" kết hợp guitar điện và kèn trumpet như là nhạc cụ chính của nó, với phần sản xuất nhẹ nhàng và tối giản. Ngoài ra, Bieber cũng thể hiện với chất giọng khàn và sử dụng âm giọng thấp xuyên suốt bài hát.
Sau khi phát hành, "Love Yourself" nhận được những phản ứng đa phần là tích cực từ các nhà phê bình âm nhạc, trong đó họ đánh giá cao chất liệu acoustic, chất giọng của Bieber cũng như quá trình sản xuất nó. Ngoài ra, bài hát còn gặt hái nhiều giải thưởng và đề cử tại những lễ trao giải lớn, bao gồm chiến thắng tại giải thưởng Âm nhạc Mỹ năm 2016 cho Đĩa đơn Pop/Rock xuất sắc nhất và hai đề cử giải Grammy cho Bài hát của năm và Trình diễn đơn ca pop xuất sắc nhất tại lễ trao giải thường niên lần thứ 59. "Love Yourself" cũng tiếp nhận những thành công vượt trội về mặt thương mại, đứng đầu các bảng xếp hạng ở Úc, Canada, Đan Mạch, Ireland, Hà Lan, New Zealand, Thụy Điển và Vương quốc Anh, và lọt vào top 10 ở hầu hết những quốc gia nó xuất hiện, bao gồm vươn đến top 5 ở nhiều thị trường lớn như Áo, Bỉ, Pháp, Đức, Na Uy, Tây Ban Nha và Thụy Sĩ. Tại Hoa Kỳ, nó đạt vị trí số một trên bảng xếp hạng Billboard Hot 100 trong ba tuần liên tiếp, trở thành đĩa đơn quán quân thứ ba của Bieber tại đây, và thay thế đĩa đơn trước của anh "Sorry" ở vị trí số một, giúp nam ca sĩ trở thành một trong những nghệ sĩ hiếm hoi làm được điều này.
Video ca nhạc cho "Love Yourself" được đạo diễn bởi Parris Goebel và phát hành vào ngày 14 tháng 11 năm 2015 cùng với những video khác từ "Purpose: The Movement", trong đó bao gồm những cảnh vợ chồng vũ công Keone và Mari Madrid nhảy múa trong nhà của họ. Để quảng bá bài hát, Bieber đã trình diễn nó trên nhiều chương trình truyền hình và lễ trao giải lớn, bao gồm The Ellen DeGeneres Show, Today, Jingle Bell Ball năm 2015, giải Grammy lần thứ 58, giải Brit năm 2016, giải thưởng âm nhạc iHeartRadio năm 2016 và giải thưởng âm nhạc của Radio Disney năm 2016, cũng như trong nhiều chuyến lưu diễn của anh. Kể từ khi phát hành, "Love Yourself" đã được hát lại và sử dụng đoạn nhạc mẫu bởi nhiều nghệ sĩ, như Halsey, Alessia Cara, Lukas Graham, Dua Lipa, Troye Sivan, Conor Maynard, Sam Tsui, Bart Baker và chính tác giả của bài hát Ed Sheeran. Tính đến nay, nó đã bán được hơn 11.7 triệu bản trên toàn cầu, trở thành đĩa đơn bán chạy thứ hai của năm 2016 cũng như là một trong những đĩa đơn bán chạy nhất mọi thời đại.

## Thành phần thực hiện
Thành phần thực hiện được trích từ ghi chú của Purpose, Def Jam Recordings.
Thu âm
- Thu âm tại Record Plant ở Los Angeles, California.
- Phối khí tại Henson Recording Studios ở Hollywood, California.

Thành phần
| - Justin Bieber – giọng chính, viết lời - Ed Sheeran – viết lời - Benny Blanco – viết lời, sản xuất, nhạc cụ, lập trình - Philip Beaudreau – kèn - Chris "Anger Management" Sclafani – kỹ sư - Simon Cohen – kỹ sư | - Josh Gudwin – kỹ sư, phối khí - Chris "Tek" O'Ryan – hỗ trợ kỹ sư - Henrique Andrade – hỗ trợ kỹ sư - Derrick Stockwell – hỗ trợ phối khí - Andrew "McMuffin" Luftman – điều phối viên sản xuất - Seif "Mageef" Hussain – điều phối viên sản xuất |

## Xếp hạng
| Bảng xếp hạng (2015-16)                   | Vị trí cao nhất |
| ----------------------------------------- | --------------- |
| Argentina (Monitor Latino)                | 10              |
| Úc (ARIA)                                 | 1               |
| Áo (Ö3 Austria Top 40)                    | 2               |
| Bỉ (Ultratop 50 Flanders)                 | 2               |
| Bỉ (Ultratop 50 Wallonia)                 | 3               |
| Canada (Canadian Hot 100)                 | 1               |
| Cộng hòa Séc (Rádio Top 100)              | 1               |
| Cộng hòa Séc (Singles Digitál Top 100)    | 1               |
| Đan Mạch (Tracklisten)                    | 1               |
| Châu Âu Digital Song Sales (Billboard)    | 1               |
| Phần Lan (Suomen virallinen lista)        | 7               |
| Pháp (SNEP)                               | 4               |
| Đức (Official German Charts)              | 3               |
| Hungary (Single Top 40)                   | 6               |
| Iceland (RÚV)                             | 4               |
| Ireland (IRMA)                            | 1               |
| Israel (Media Forest)                     | 1               |
| Ý (FIMI)                                  | 10              |
| Nhật Bản (Japan Hot 100)                  | 75              |
| Lebanon (Lebanese Top 20)                 | 1               |
| Hà Lan (Dutch Top 40)                     | 1               |
| Hà Lan (Single Top 100)                   | 1               |
| New Zealand (Recorded Music NZ)           | 1               |
| Na Uy (VG-lista)                          | 3               |
| Ba Lan (Polish Airplay Top 100)           | 3               |
| Bồ Đào Nha (AFP)                          | 1               |
| Romania (Romania Radio Airplay)           | 1               |
| Scotland (OCC)                            | 1               |
| Slovakia (Rádio Top 100)                  | 1               |
| Slovakia (Singles Digitál Top 100)        | 1               |
| Slovenia (SloTop50)                       | 1               |
| Nam Phi (EMA)                             | 1               |
| Hàn Quốc (Gaon International Singles)     | 1               |
| Tây Ban Nha (PROMUSICAE)                  | 2               |
| Thụy Điển (Sverigetopplistan)             | 1               |
| Thụy Sĩ (Schweizer Hitparade)             | 4               |
| Anh Quốc (OCC)                            | 1               |
| Hoa Kỳ Billboard Hot 100                  | 1               |
| Hoa Kỳ Adult Contemporary (Billboard)     | 1               |
| Hoa Kỳ Adult Pop Airplay (Billboard)      | 1               |
| Hoa Kỳ Dance/Mix Show Airplay (Billboard) | 2               |
| Hoa Kỳ Pop Airplay (Billboard)            | 1               |
| Hoa Kỳ Rhythmic (Billboard)               | 2               |

| Bảng xếp hạng (2015)                     | Vị trí |
| ---------------------------------------- | ------ |
| Australia (ARIA)                         | 25     |
| Denmark (Tracklisten)                    | 43     |
| Germany (Official German Charts)         | 98     |
| Netherlands (Dutch Top 40)               | 81     |
| Netherlands (Single Top 100)             | 46     |
| New Zealand (Recorded Music NZ)          | 27     |
| Sweden (Sverigetopplistan)               | 51     |
| UK Singles (Official Charts Company)     | 24     |
| Bảng xếp hạng (2016)                     | Vị trí |
| Argentina (Monitor Latino)               | 39     |
| Australia (ARIA)                         | 10     |
| Austria (Ö3 Austria Top 40)              | 13     |
| Belgium (Ultratop Flanders)              | 15     |
| Belgium (Ultratop Wallonia)              | 21     |
| Brazil (Billboard Brasil Hot 100)        | 4      |
| Canada (Canadian Hot 100)                | 2      |
| Denmark (Tracklisten)                    | 2      |
| France (SNEP)                            | 13     |
| Germany (Official German Charts)         | 12     |
| Hungary (Single Top 40)                  | 33     |
| Israel (Media Forest)                    | 6      |
| Italy (FIMI)                             | 18     |
| Netherlands (Dutch Top 40)               | 21     |
| Netherlands (Single Top 100)             | 7      |
| New Zealand (Recorded Music NZ)          | 3      |
| Poland (ZPAV)                            | 23     |
| Romania (Romanian Top 40 Charts)         | 11     |
| Slovenia (SloTop50)                      | 11     |
| South Korea (Gaon)                       | 51     |
| South Korea (Gaon International Singles) | 2      |
| Spain (PROMUSICAE)                       | 12     |
| Sweden (Sverigetopplistan)               | 10     |
| Switzerland (Schweizer Hitparade)        | 9      |
| UK Singles (Official Charts Company)     | 8      |
| US Billboard Hot 100                     | 1      |
| US Adult Contemporary (Billboard)        | 2      |
| US Adult Top 40 (Billboard)              | 7      |
| US Dance/Mix Show Airplay (Billboard)    | 12     |
| US Pop Songs (Billboard)                 | 1      |
| US Rhythmic (Billboard)                  | 23     |
| Worldwide (IFPI)                         | 2      |
| Bảng xếp hạng (2017)                     | Vị trí |
| South Korea (Gaon)                       | 65     |
| South Korea (Gaon International Singles) | 3      |
| US Adult Contemporary (Billboard)        | 24     |
| Bảng xếp hạng (2018)                     | Vị trí |
| South Korea (Gaon International Singles) | 8      |

| Bảng xếp hạng                        | Vị trí |
| ------------------------------------ | ------ |
| UK Singles (Official Charts Company) | 16     |
| US Billboard Hot 100                 | 193    |
| US Pop Songs (Billboard)             | 65     |

## Chứng nhận
| Quốc gia | Chứng nhận  | Số đơn vị/doanh số chứng nhận |
| --- | ----------- | ----------------------------- |
| Úc (ARIA) | 6× Bạch kim | 420.000‡                      |
| Áo (IFPI Áo) | Vàng        | 15.000‡                       |
| Bỉ (BEA) | 2× Bạch kim | 40.000‡                       |
| Canada (Music Canada) | 7× Bạch kim | 0*                            |
| Đan Mạch (IFPI Đan Mạch) | 4× Bạch kim | 0^                            |
| Pháp (SNEP) | —           | 52,500                        |
| Đức (BVMI) | 3× Vàng     | 450.000‡                      |
| Ý (FIMI) | 5× Bạch kim | 250.000‡                      |
| México (AMPROFON) |             | 270.000‡                      |
| New Zealand (RMNZ) | 5× Bạch kim | 75.000*                       |
| Ba Lan (ZPAV) | 3× Bạch kim | 60.000‡                       |
| Hàn Quốc (Gaon Chart) | —           | 2,500,000                     |
| Tây Ban Nha (PROMUSICAE) | 3× Bạch kim | 120.000‡                      |
| Thụy Điển (GLF) | 9× Bạch kim | 180.000‡                      |
| Anh Quốc (BPI) | 3× Bạch kim | 2,059,215                     |
| Hoa Kỳ (RIAA) | 7× Bạch kim | 7.000.000‡                    |
| * Chứng nhận dựa theo doanh số tiêu thụ. ^ Chứng nhận dựa theo doanh số nhập hàng. ‡ Chứng nhận dựa theo doanh số tiêu thụ và phát trực tuyến. |             |                               |

## Lịch sử phát hành
| Quốc gia | Ngày                | Định dạng              | Hãng đĩa  | Nguồn   |
| -------- | ------------------- | ---------------------- | --------- | ------- |
| Nhiều    | 9 tháng 11 năm 2015 | Tải kĩ thuật số        | Def Jam   | [ 112 ] |
| Ý        | 15 tháng 4 năm 2016 | Contemporary hit radio | Universal | [ 113 ] |